# سرافيم

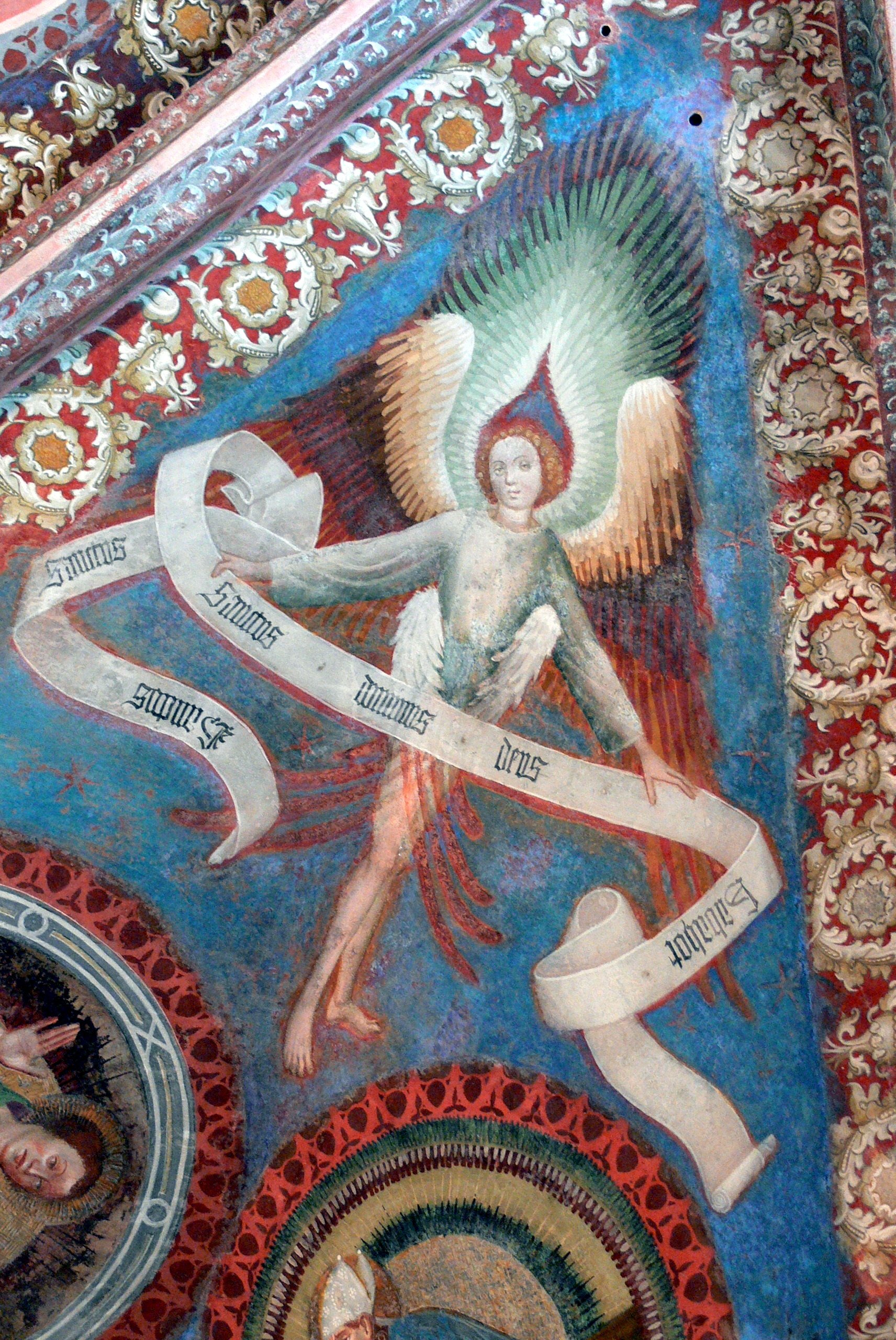

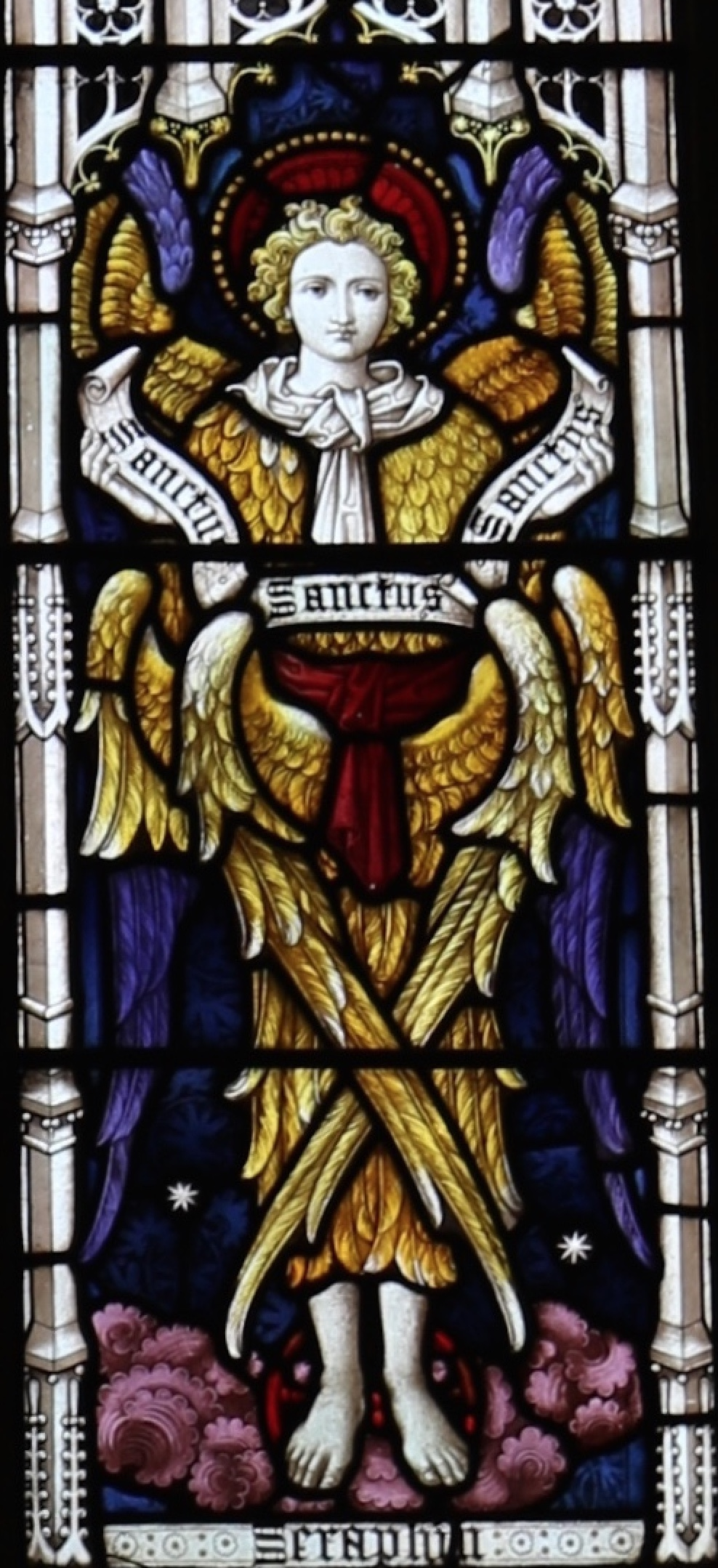

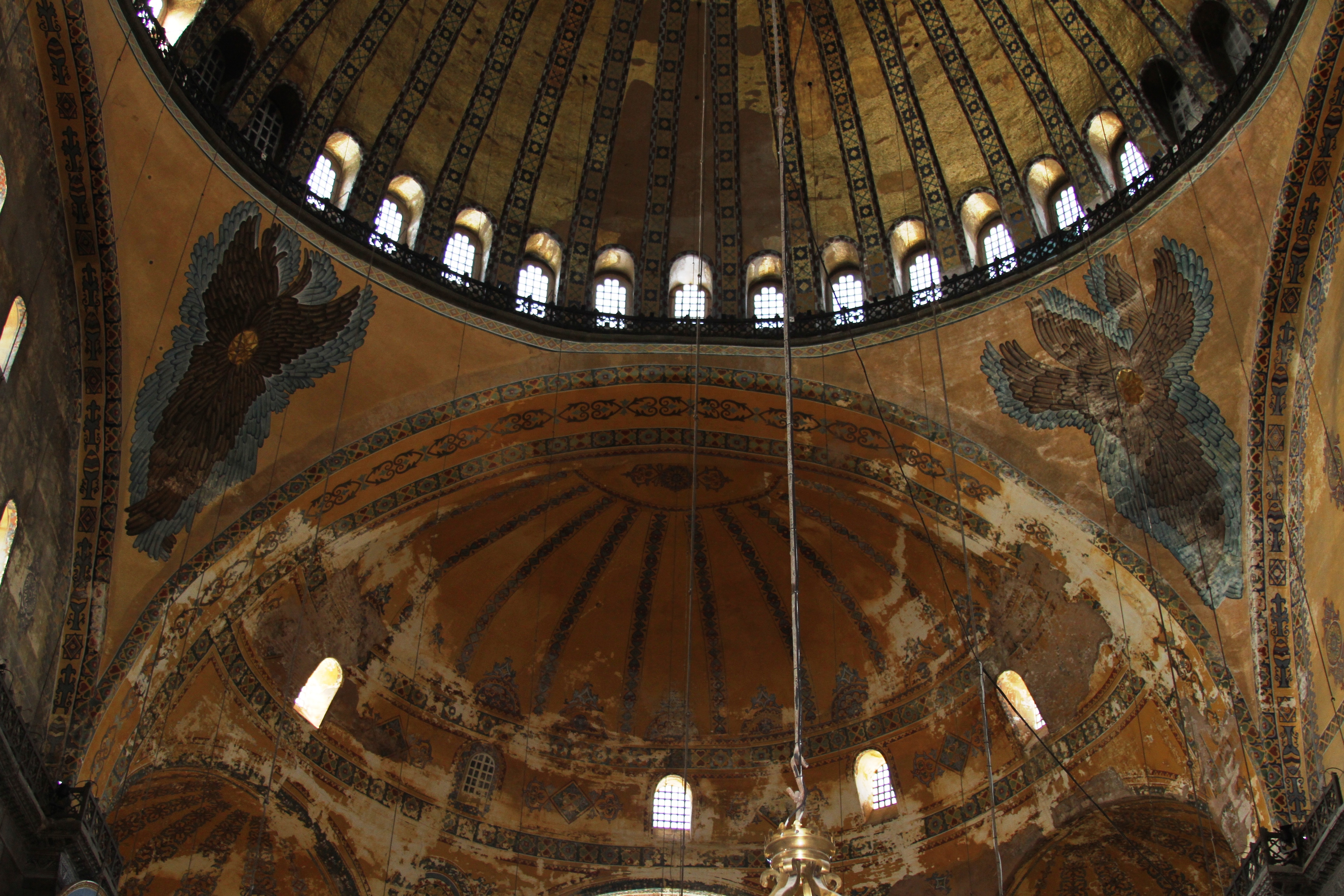

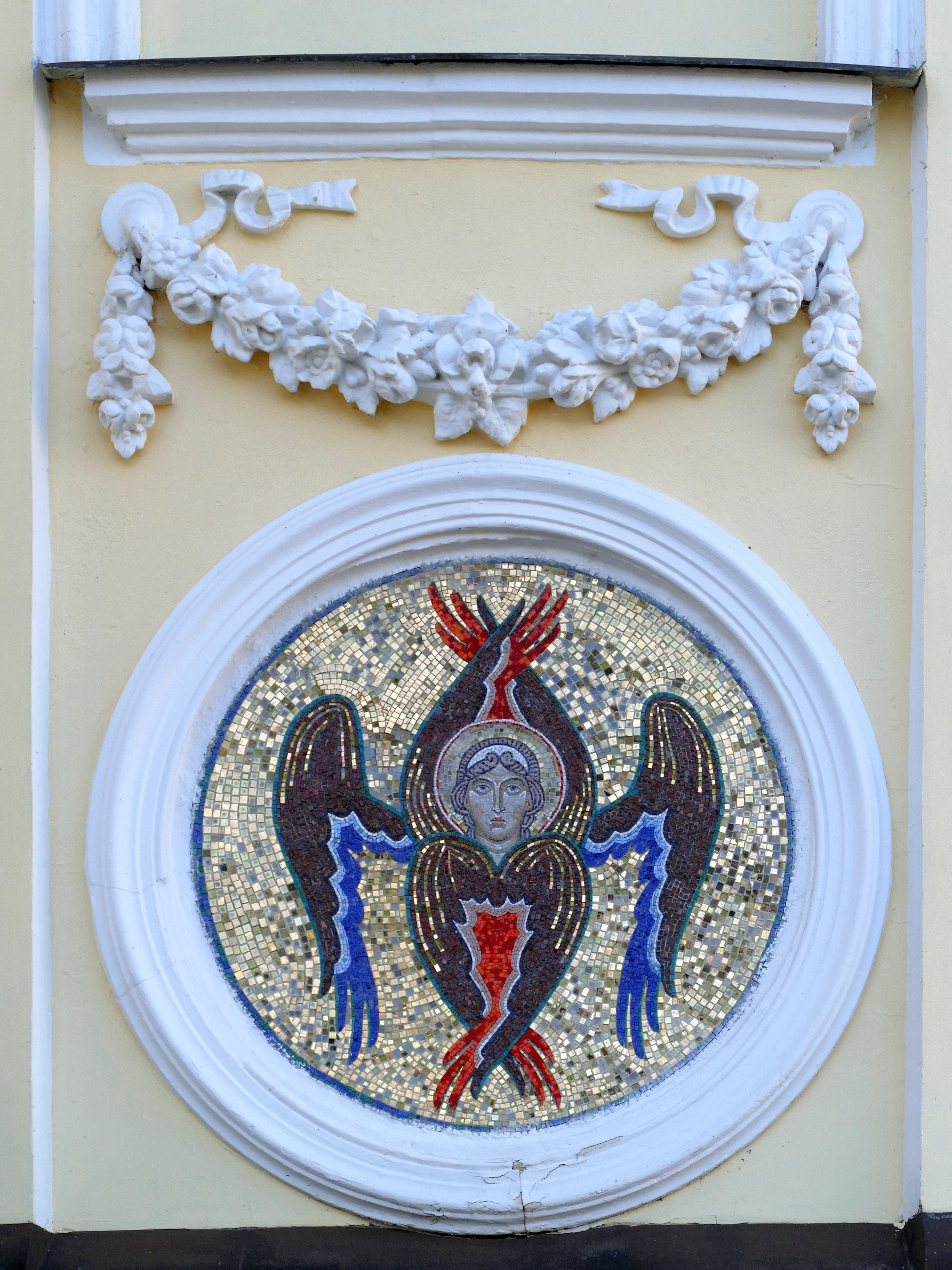

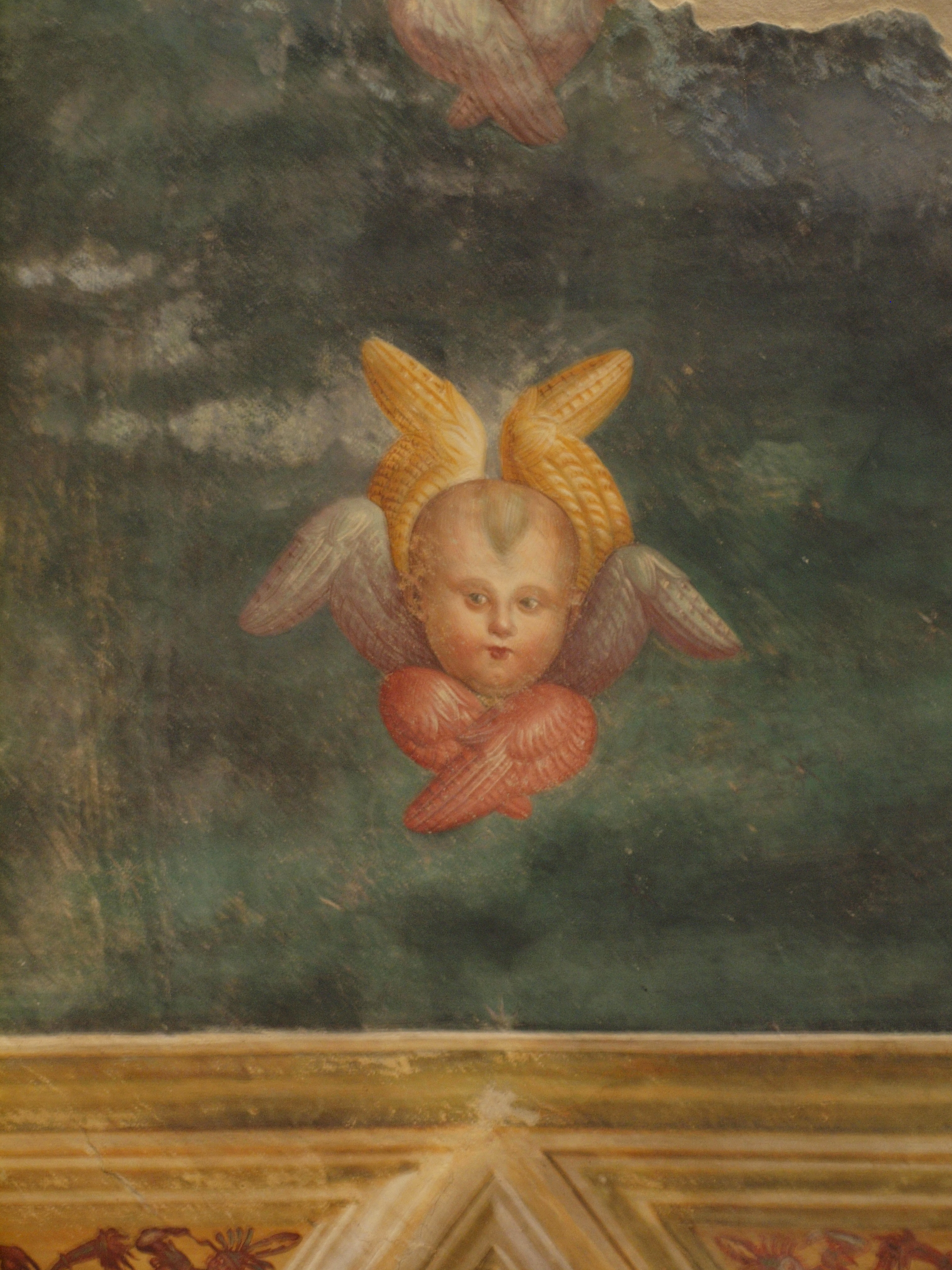

السَّرافيم هي مجموعة من الملائكة موجودة في الأديان الإبراهيمية خصوصاً اليهودية والمسيحية. ذكرت في سفر أشعياء بوصفها تتلو نشيد التقديس «قدوس، قدوس، قدوس» محيطة بالعرش؛ وهو ما دخل على الطقوس المسيحية ومنها القداس الإلهي. كلمة سرافيم في اللغة العبرية تعني النار، حسب التقليد اليهودي فهي مجنحة بست أجنحة. تعتبر السرافيم في المرتبة الخامسة في التسلسل الهرمي للملائكة في اليهودية، وفي المرتبة الأولى في التسلسل الهرمي للملائكة في المسيحية.